# Ulica Świętej Trójcy w Bydgoszczy
Ulica Świętej Trójcy w Bydgoszczy – jedna z najstarszych i dawniej najważniejszych ulic centrum Bydgoszczy, wyprowadzająca z centrum szlak komunikacyjny biegnący w kierunkach zachodnim i północno-zachodnim, stanowiąca jeden z głównych ośrodków osadniczych dawnego Przedmieścia Poznańskiego. Zrealizowane w latach 70. i 80. XX wieku inwestycje komunikacyjne (budowa nowego odcinka ul. Marszałka Focha oraz ul. Kruszwickiej) doprowadziły do utraty przez ulicę charakteru tranzytowego i likwidacji przebiegającej tędy linii tramwajowej.

## Historia
Nazwa ulicy w oficjalnych dokumentach pojawiła się najwcześniej w 1850 r. jako łącząca ul. Poznańską (Posernerstraße) z obecną Focha (wówczas Canalstraße). W istocie ulica ta ma dzieje o wiele dawniejsze, związane z istnieniem w tym rejonie (zwanym dawniej Przedmieściem Poznańskim) od połowy XVI w. gotyckiego kościółka św. Trójcy. Kościół ten w 1829 został rozebrany, a w jego miejscu, dzięki m.in. wsparciu papieskiemu, powstał obecny kościół neogotycki pod tym samym wezwaniem.
Po wybudowaniu Kanału Bydgoskiego u północnego krańca ulicy powstały Most Władysława IV oraz Śluza III Grunwaldzka. Przestały one istnieć w związku z zasypaniem starego odcinka kanału w początku l. 70. XX wieku.
Około połowy XIX wieku Friedrich Eberhardt w odlewni przy ul. św. Trójcy rozpoczął produkcję maszyn parowych dla lokalnych fabrykantów (późniejszy Spomasz).
Obecna zabudowa ulicy pochodzi w większości z przełomu XIX i XX wieku. Od początku XXI wieku znaczna część zabudowy ulicy została poddana rewaloryzacji (np. jesienią 2016 budynek nr 3). W 2019 planowano rozpoczęcie budowy domu mieszkalnego Nowa Wenecja pod nr 8.

## Zabytki

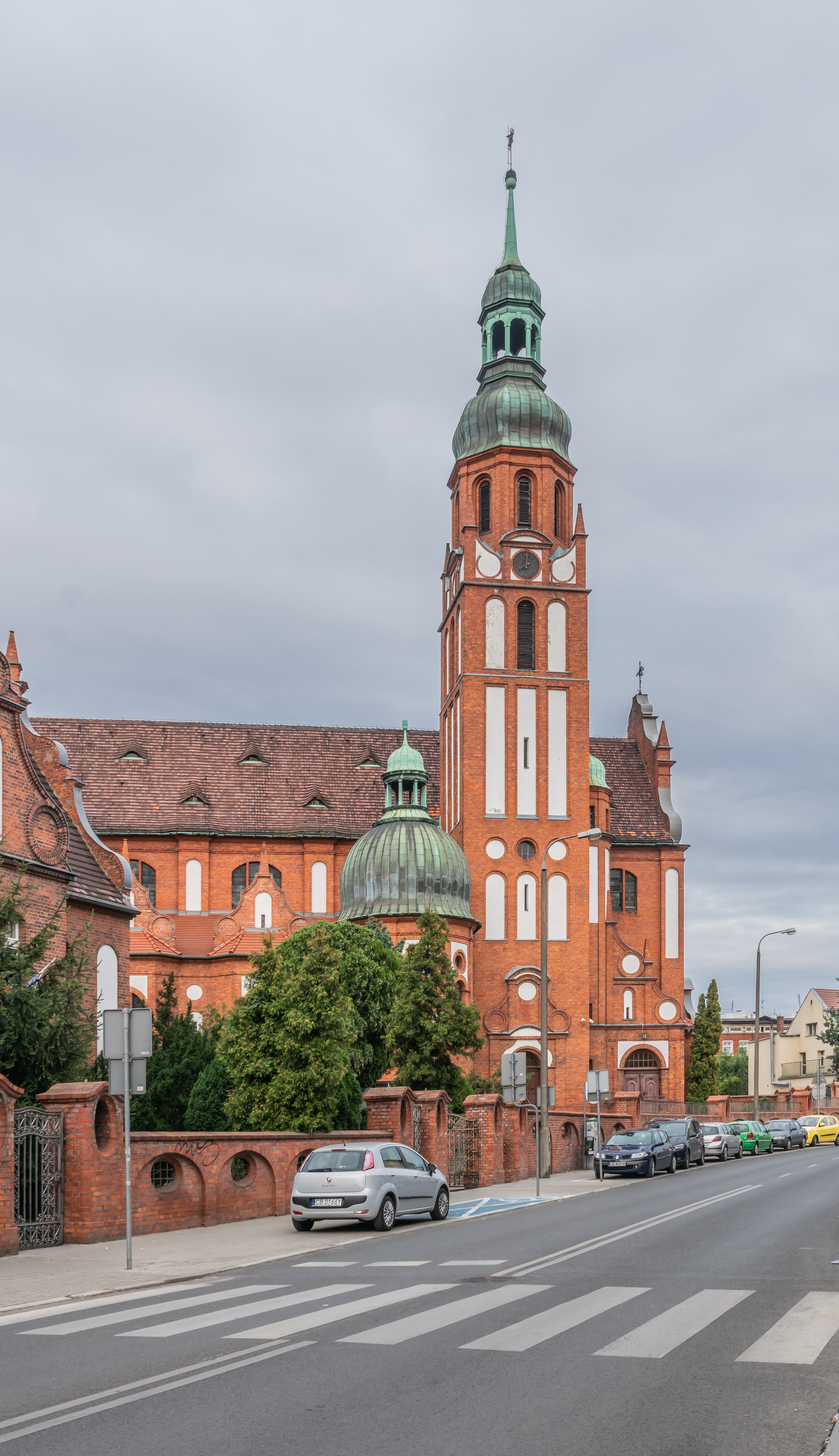
Kościół św. Trójcy od zachodu

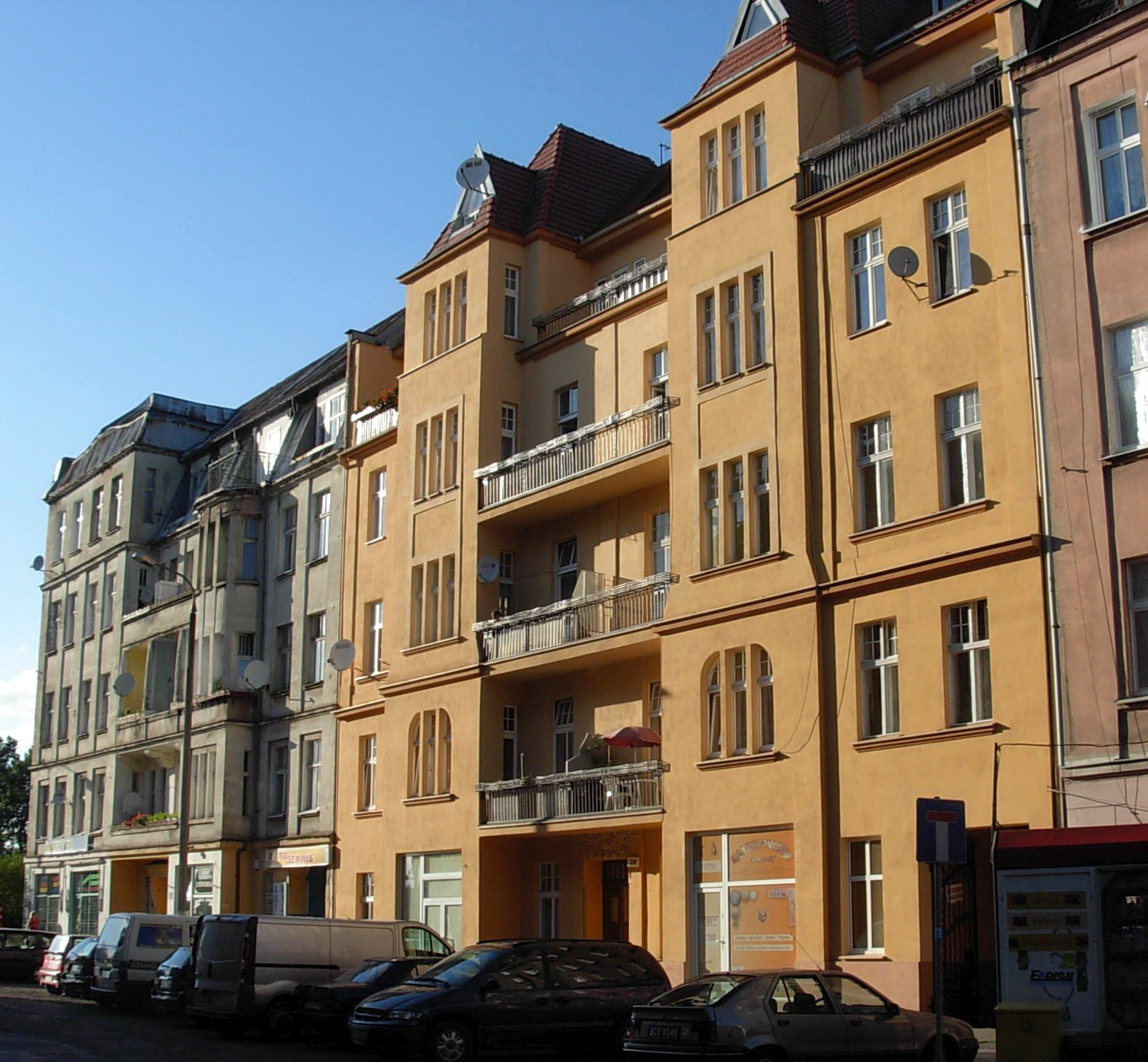
Budynki w pierzei północnej (nr 28-30)

Do wojewódzkiego rejestru zabytków wpisane są obiekty:
- kościół par. p.w. Świętej Trójcy, ul. Świętej Trójcy (d. Świerczewskiego) 26, 1910-12, nr rej.: A/752 z 20.09.1971; przy nim parterowy dom w stylu późnoklasycystycznym, z poddaszem i facjatką o dwuspadowym, mansardowym dachu, z I połowy XIX wieku
- kamienica secesyjna, ul. Kordeckiego 14 / Świętej Trójcy 29, 1901, nr rej.: A/1389 z 6.10.2008
- kamienica modernistyczna, ul. Świętej Trójcy 30, 1921, nr rej.: A/428/1 z 27.10.1994, odrestaurowana w 2016
- Szkoła Rzemiosła i Przemysłu Artystycznego, ob. Zespół Szkół Mechanicznych, ul. Świętej Trójcy 37, 1910-11, nr rej.: A/356/1 z 23.03.1993

## Pozostałe ważniejsze obiekty przy ulicy
- Kamienica, ul. św. Trójcy 3, z 1910 r., w czasie II wojny światowej mieszcząca konspiracyjny lokal Armii Krajowej pod kryptonimem Trzy trójki. 25 grudnia 2017 spłonął dach budynku[4]
- dawna farbiarnia Koppa, planowana do przebudowy na hotel Hampton by Hilton[5]
- kamienica neorenesansowa, ul. św. Trójcy 8, z pocz. XX w., wpisana do gminnej ewidencji zabytków[6]
- kamienica, ul. św. Trójcy 14, z 1890 r., trzykondygnacyjna, odrestaurowana w II połowie 2017[7]
- kamienica, ul. św. Trójcy 23, wybudowana wg projektu Ernsta Petersa w l. 1903-1904[8] dla mistrza budowlanego Franciszka Ciechanowskiego w stylu secesji wiedeńsko-berlińskiej, dwupiętrowa, z 2 ryzalitami w osiach skrajnych - jednym łączącym się z balkonem, drugim (prawym) zwieńczonym baniastym hełmem z latarnią, iglicą i chorągiewką. U wejścia rzeźby atlantów dźwigających balkon z żeliwną balustradą. Elewację zdobi bogata dekoracja stiukowa (twarze i figury kobiece, rośliny, morskie fale) oraz płaskorzeźby przedstawiające robotników przy pracy - zapewne nawiązanie do fachu właściciela kamienicy. Wnętrza (gł. klatka schodowa) ozdobione secesyjnymi polichromiami Brunona Gęstwickiego (1882-1969)[9][10]. Dzięki cofnięciu elewacji frontowej względem linii zabudowy ulicy, przed budynkiem powstał niewielki ogród, oddzielony niegdyś kutym ogrodzeniem[11]. Pod sąsiednim numerem (21/1) w okresie PRL funkcjonował Zakład Fotografii Artystycznej "WIOL" Wandy Planner.
- Kamienica, ul. św. Trójcy 27/Kordeckiego 9, z pocz. XX w., wpisana do gminnej ewidencji zabytków[6]
- Oddział Zakładu Ubezpieczeń Społecznych (ul. św. Trójcy 31-33). W I połowie XX wieku znajdował się tutaj popularny kompleks gastronomiczno-rozrywkowy, zwany Ogrodem Patzera.
- Regionalna Izba Obrachunkowa

## Nazwy
Ulica początkowo nosiła nazwę ul. Berlińskiej (Berliner Straße), którą po włączeniu miasta w 1920 do Polski przemianowano od wezwania położonego przy niej kościoła przy ul. Świętej Trójcy. W 1939 nazwę Berlinerstrasse Niemcy przenieśli na ul. Grunwaldzką, a ul. św. Trójcy została nazwana Potsdamer Straße. Po II wojnie światowej przywrócono na krótko nazwę międzywojenną, aby następnie zmienić ją na ul. gen. Karola Świerczewskiego. W roku 1990 przywrócono nazwę z roku 1920.
- do 1920 Berliner Straße
- 1920-1939 Świętej Trójcy
- 1939-1945 Potsdamer Straße
- 1945-1953 Świętej Trójcy
- 1953-1990 Generała Karola Świerczewskiego
- od 1990 Świętej Trójcy[12].

## Komunikacja
Przez ulicę Świętej Trójcy nie przejeżdżają aktualnie żadne linie autobusowe i tramwajowe. W przeszłości funkcjonowały tutaj linie tramwajowe nr 1, 2, 3, 3bis, 5 oraz linie autobusowe nr 51, 56, 58, 61, 62, 64 oraz 92.